# Jüdischer Friedhof (Salzkotten)

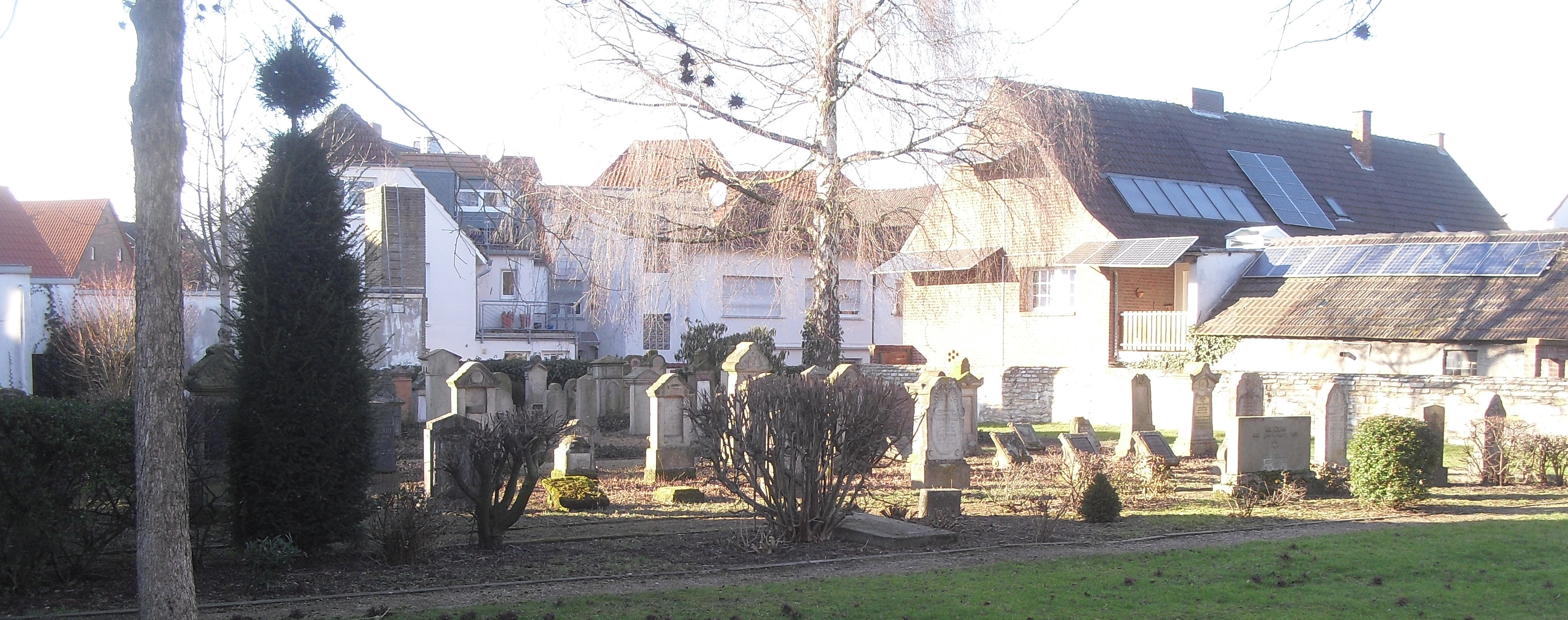
Der jüdische Friedhof in Salzkotten (2015)

Der Jüdische Friedhof Salzkotten befindet sich in der Stadt Salzkotten im Kreis Paderborn in Nordrhein-Westfalen. Als jüdischer Friedhof ist er ein Baudenkmal und seit dem 5. November 1985 unter der Denkmalnummer 17 in der Denkmalliste eingetragen. Auf dem Friedhof in der Schützenstraße, der von 1827 bis zum Jahr 1944 belegt wurde, sind 84 Grabsteine erhalten. 

## Alter Jüdischer Friedhof
Auf dem alten jüdischen Friedhof, der neben der Mühle auf der linken Seite der Heder auf dem Terrain des heutigen Kleineparks, rechts des heutigen Wehres lag, befinden sich keine Grabsteine mehr. Dieser Begräbnisplatz, der vermutlich vom 17. bis zum Anfang des 19. Jahrhunderts belegt wurde, musste im Jahr 1937 veräußert werden. Über den Verbleib der Grabsteine ist nichts bekannt.